# یانوش گارائی
یانوش گارائی (به مجاری: Garay János)، شاعر و نمایشنامه‌نویس اهل مجارستان در سال ۱۸۱۲ متولد گردید و به سال ۱۸۵۳ در سن ۴۱ سالگی درگذشت.

## آثار
برخی از آثارش عبارتنداز:
- پیشاهنگ
- همسر کریستوف فرانگپان (۱۸۴۶)
- سنت لاسلو (۵۲–۱۸۵۱) دو جلد
- سرباز بازنشسته

## نگارخانه

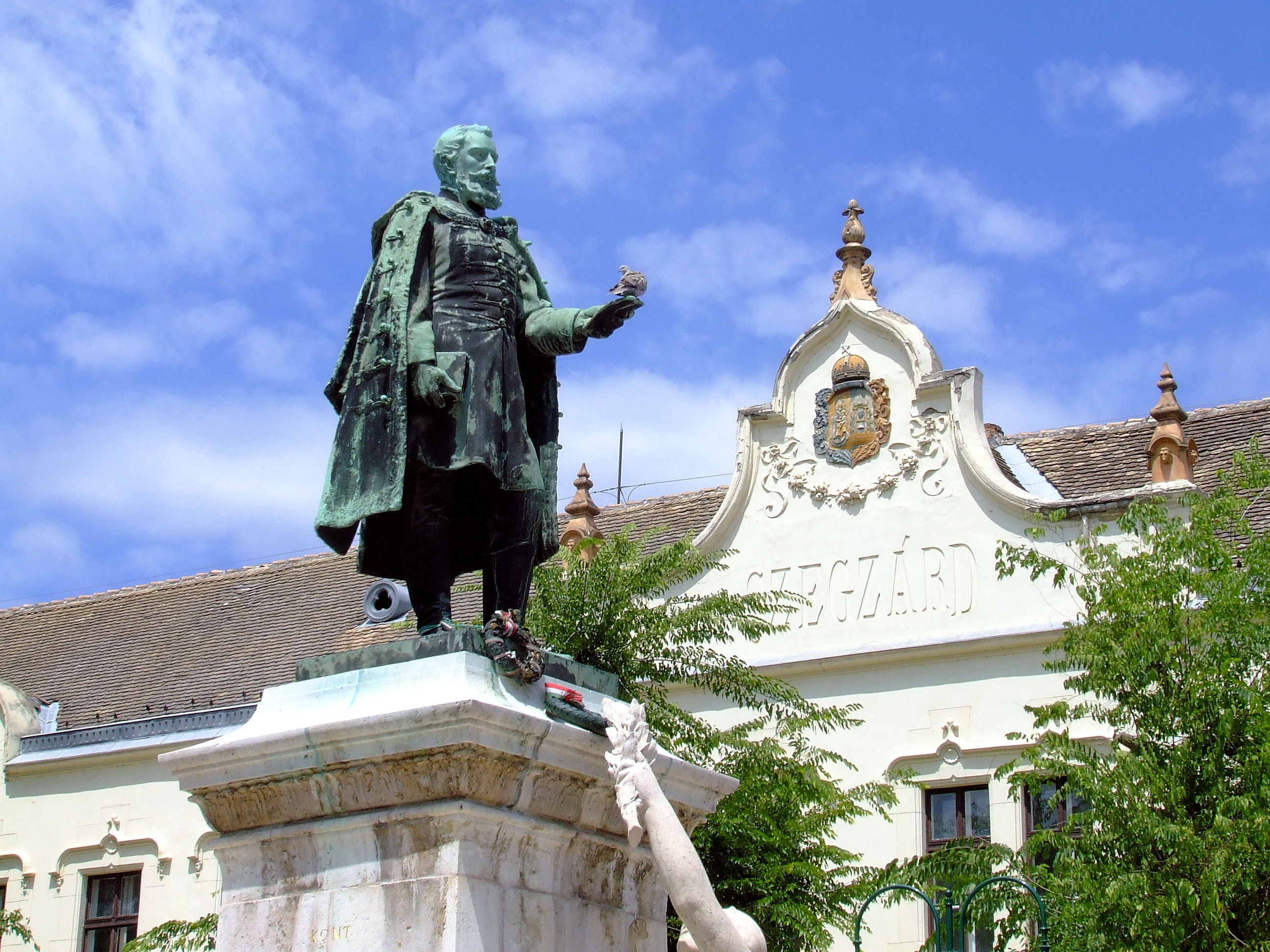
مجسمه یانوش گارائی